# Acanthoctenus remotus
Acanthoctenus remotus är en spindelart som beskrevs av Arthur M. Chickering 1960. Acanthoctenus remotus ingår i släktet Acanthoctenus och familjen Ctenidae.
Artens utbredningsområde är Jamaica. Inga underarter finns listade i Catalogue of Life.

## Bildgalleri